# Jules Léotard

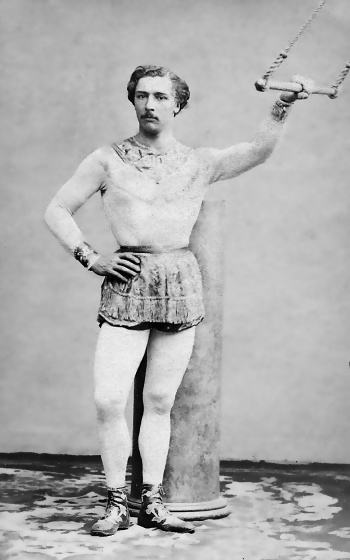
Jules Léotard

Jules Léotard (Toulouse, 1 augustus 1838  - aldaar 17 augustus 1870) was een Frans acrobaat die de kunst van trapeze ontwikkelde. Hij is ook gekend om het eendelige gympak. Hij was ook vlak voor zijn vroegtijdig overlijden een van de wielerpioniers.

## Leven
Léotard was geboren in Toulouse als zoon van een turn instructeur die een zwembad in uitbaatte. Léotard oefende zijn routines boven het zwembad. Hij studeerde ook rechten. 

## Loopbaan
Nadat hij zijn examen rechten had gehaald, leek hij voorbestemd om advocaat te worden. Maar toen hij 18 was begon hij te experimenteren met trapezestangen, touwen en ringen die boven een zwembad hingen. Léotard sloot zich later aan bij het Cirque d'Hiver.
Op 12 november 1859 werd de eerste vliegende trapeze routine uitgevoerd door Jules Léotard op drie trapeze staven in het Cirque d'Hiver.
Het kostuum dat hij had uitgevonden was een gebreid kledingstuk uit één stuk, gestroomlijnd om te voldoen aan de veiligheids- en behendigheidsvereisten van trapezeoptredens. Het liet ook zijn lichaamsbouw zien, maakte indruk op vrouwen en inspireerde het liedje dat gezongen werd door George Leybourne.
Behalve dat de leotard naar hem werd vernoemd, werd Jules Léotard ook vereeuwigd als onderwerp van het populaire liedje uit 1867, The Daring Young Man on the Flying Trapeze.